# Musikkonservatorium
 Denne artikel omhandler overvejende eller alene danske forhold. Hjælp gerne med at gøre artiklen mere almen.
 Der er for få eller ingen kildehenvisninger i denne artikel, hvilket er et problem. Du kan hjælpe ved at angive troværdige kilder til de påstande, som fremføres i artiklen.

Musikkonservatorium er betegnelsen for den højeste uddannelsesinstitution inden for praktisk musikudøvelse.

## Danmark
I Danmark findes der fire musikkonservatorier; Syddansk Musikkonservatorium (Odense og Esbjerg), Det Kongelige Danske Musikkonservatorium (København), Det Jyske Musikkonservatorium (Aalborg og Aarhus) og Rytmisk Musikkonservatorium (København). På konservatorierne tilbydes der en bred vifte af uddannelser indenfor musik og musikpædagogik, herunder klassisk musik, rytmisk musik, folkemusik, filmkomposition og elektronisk musik. Det er kun Syddansk Musikkonservatorium der har en folkemusiklinje.
Konservatorierne har en adgangsprøve, hvor ansøgerne testes i deres musikalske kunnen. De testes i deres angivne hovedinstrument, og bl.a. i deres klaver-, sang-, sammenspils- og teoretiske evner, varierende alt efter hvilket konservatorium og hvilken linje de vælger.
Til optagelse på konservatoriet kan man forberede sig på det såkaldte Musikalsk Grundkursus (MGK). Disse skoler har hjemme på udvalgte kommunale musikskoler. Der er som udgangspunkt ét MGK i hvert af de tidligere amter.
Konservatorieuddannelsen var tidligere 4-årig, med mulighed for et femte diplomår, hvor den studerende specialiserede sig i et selvvalgt område, men er nu lagt om til at have et treårigt bachelorforløb, med mulighed for at tage en to-årig kandidatoverbyggelse, hvormed man får titlen cand.musicae. 